# José Ignacio Goirigolzarri Tellaeche
José Ignacio Goirigolzarri Tellaeche (Bilbao, 4 de febrer de 1954) és un economista basc, que actualment és el president de CaixaBank.

## Biografia
Llicenciat en Ciències Econòmiques i Empresarials per la Universitat Comercial de Deusto (Bilbao) i en Finances i Planificació estratègica per la Universitat de Leeds (Regne Unit).
Va ser professor de la Universitat Comercial de Deusto, a l'àrea de Planificació Estratègica, entre els anys 1977 i 1979.
Va ingressar al Banc de Bilbao el 1977 en l'àrea de Planificació Estratègica. El 1992 va ser nomenat director general del BBV i el 1994 es va incorporar al Comitè de Direcció de l'entitat. Va ser responsable de Banca comercial a Espanya i de les operacions a Amèrica Llatina.
L'abril de 2001 va ser nomenat director general de BBVA, responsable de Banca Minorista. Al desembre de 2001 va ser designat conseller delegat del banc, càrrec en el qual va romandre fins a l'octubre de 2009. En aquest període va ser també conseller de BBVA Bancomer (Mèxic), Citic Bank (Xina) i de CIFH (Hong Kong). Va abandonar l'entitat el 2009 acollint-se a una jubilació anticipada als 55 anys, amb una pensió anual de tres milions d'euros.
També va ser vicepresident de Telefónica i de Repsol.
Entre 2005 i 2009 va ser president espanyol de la Fundació Espanya-USA i actualment n'és patró d'honor.
Actualment, José Ignacio Goirigolzarri és conseller de l'Associació per al Progrés de la Direcció, patró d'Everis, de Orkestra i de la Confederació Espanyola de Directius i Executius (CEDE) i vicepresident de Deusto Business School. És, a més, impulsor de Garum Fundatio i President del Consell Assessor de l'Institut Americà d'Investigació Benjamin Franklin.

### President de Bankia
El 9 de maig de 2012 va ser nomenat president de Bankia i del BFA pels consells d'administració de les dues entitats.